# Villaggio Saraceno
Il Villaggio Saraceno è un complesso rupestre situato nel Parco della Murgia Materana a circa 6 km in direzione Sud-SudEst da Matera.

## Posizione
Il complesso rupestre è raggiungibile percorrendo la SS 175 per 6 Km provenendo dalle estreme propaggini meridionali di Matera o da Montescaglioso seguendo la medesima strada.

## Origini del Nome
Il nome del complesso è stato tramandato per tradizione orale, ma le fonti considerano attendibile la versione secondo cui l'area fosse proprietà della nobile famiglia Saraceno.

## Descrizione

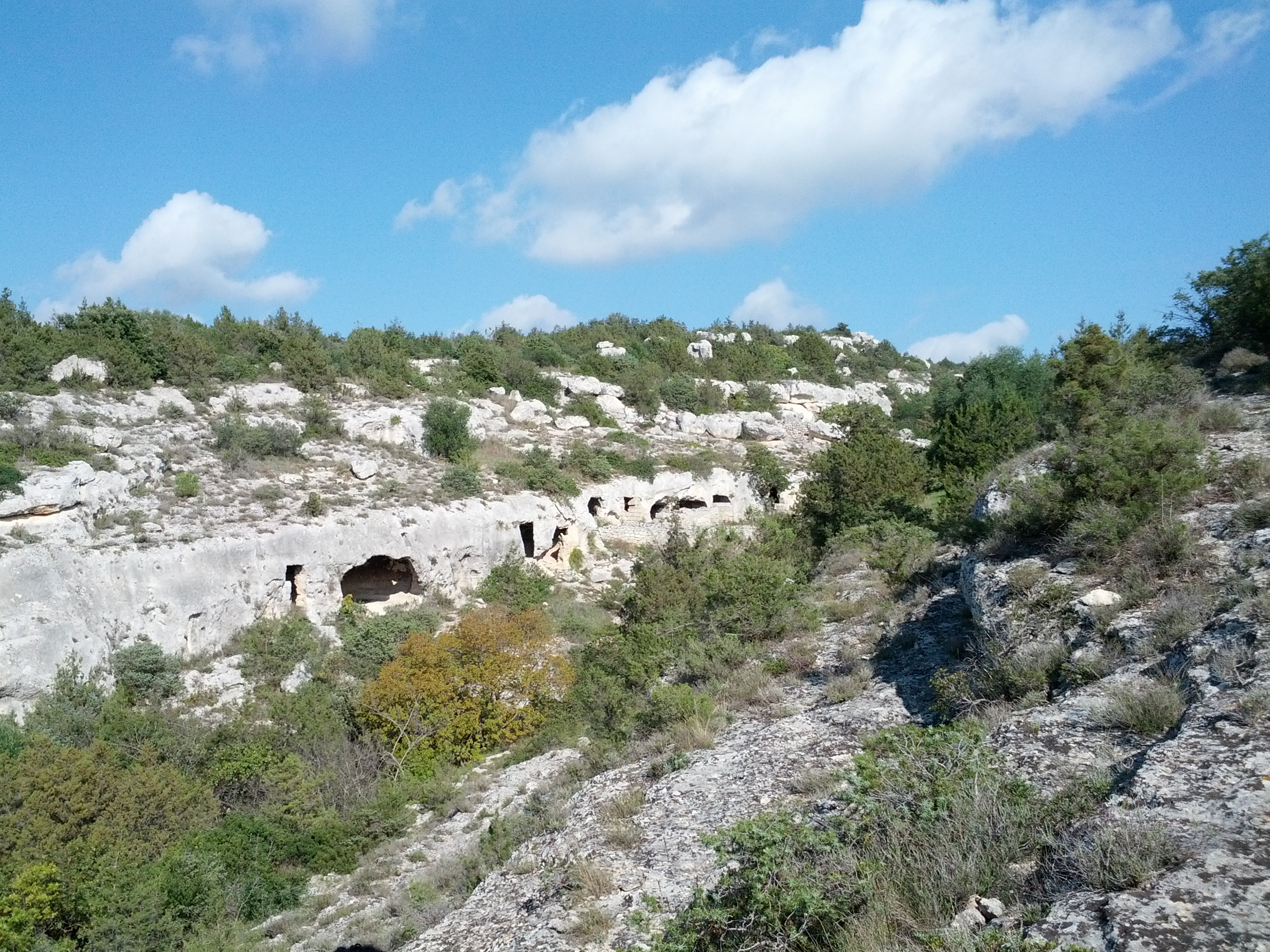
Villaggio Saraceno

Il complesso è costituito da settanta grotte scavate in un vallone affluente della Gravina di Matera. Il Villaggio Saraceno è interessante, oltre che per gli aspetti paesaggistici, anche perché rappresenta una testimonianza di come erano i Sassi di Matera in una fase iniziale dell'urbanizzazione: grotte che si affacciano su un vallone. Solo in seguito, col materiale di risulta degli scavi effettuati per ampliare lo spazio disponibile, si sono create le facciate delle grotte e la pavimentazione del vallone.
La funzione del complesso rupestre era di dare rifugio ad agricoltori, pastori ed armenti. Molte delle grotte sono state usate come ovili sino agli ultimi lustri del XX secolo ed è possibile trovare ancor oggi tracce dell'antica presenza dei pastori.

## Le chiese rupestri del Villaggio Saraceno
Come ogni villaggio di campagna anche questo disponeva dei suoi luoghi di culto. Tra le settanta grotte, infatti, due sono Chiese Rupestri: San Luca alla Selva, Chiesa di San Nicola al Saraceno e la Cripta del Vitisciulo, quest'ultima trasformata successivamente in stalla.

### San Luca alla Selva

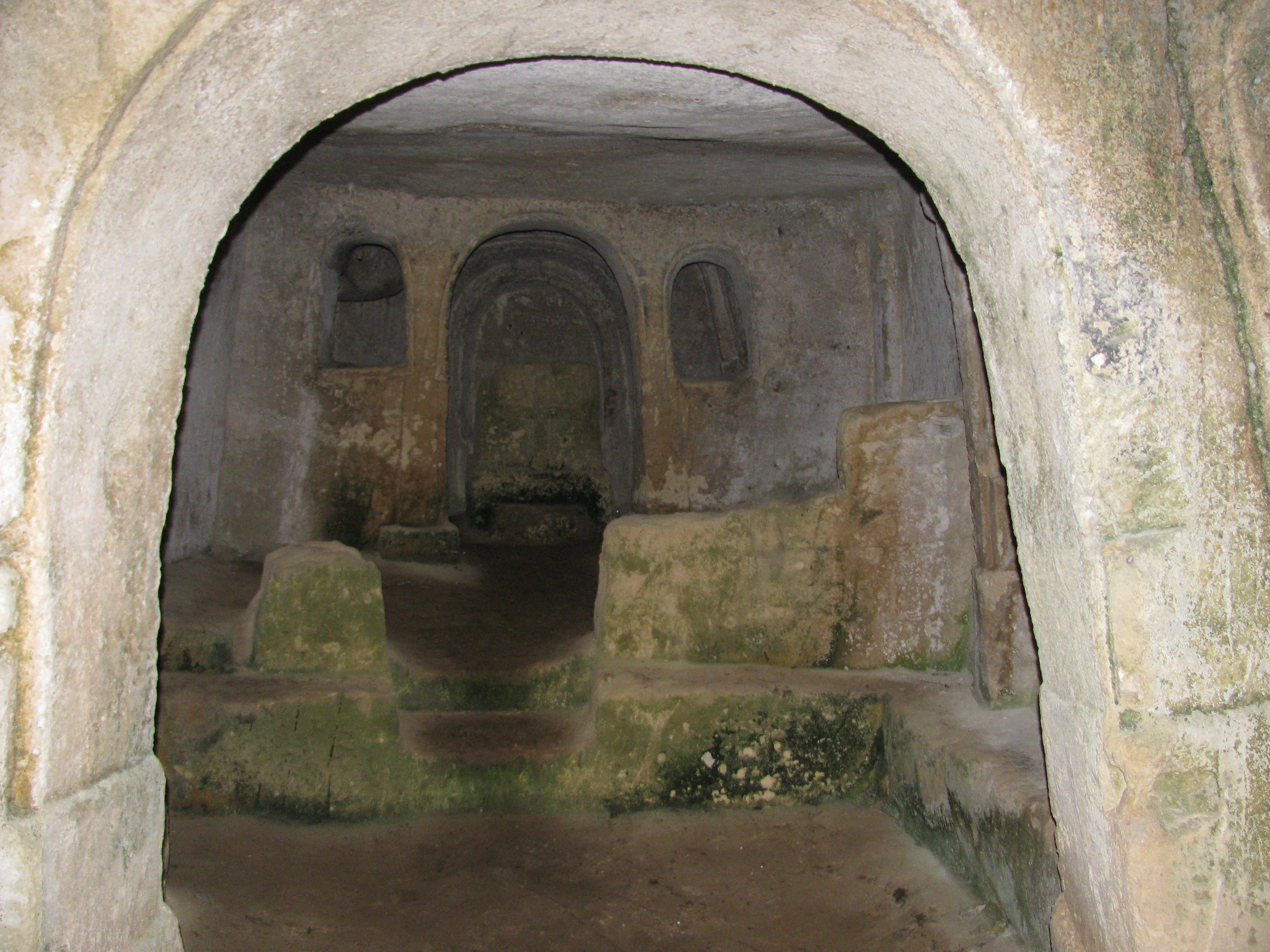
Chiesa Rupestre di San Luca alla Selva

L'ingresso della chiesa è celato da una serie di arbusti ma è perfettamente accessibile dal sentiero.
La cripta, di forma irregolare, è completamente scavata nella roccia.
A sinistra vi è un cubicolo con fonte battesimale.
A destra una cappella in cui sono visibili ancora tracce di affreschi.
L'altare è situato in fondo, ed è raggiungibile attraverso ambienti dotati di panche scavate nella roccia.
Sull'altare vi è una croce in bassorilievo, mentre sopra l'altare è presente un piccolo scavo a forma di cupola.